# Страммер, Джо
Джо Стра́ммер (англ. Joe Strummer; настоящее имя Джон Грэм Ме́ллор (англ. John Graham Mellor); 21 августа 1952 — 22 декабря 2002) — британский рок-музыкант, фронтмен панк-группы The Clash.

## Биография
Джон Грэм Меллор родился в Анкаре в семье Рональда Меллора, британского дипломата англо-армянского и еврейского происхождения, и шотландки Анны Маккензи. Вместе со своим старшим братом Дэвидом учился в частной закрытой школе-пансионе в Суррее. Окончив школу в 1970 году, прошел годичный подготовительный курс в Центральной школе искусств и дизайна в Лондоне, и некоторое время даже подумывал о том, чтобы стать профессиональным художником-карикатуристом.
По возрасту Джо Страммер был гораздо старше, чем будущее панк-поколение. В 1973 году Джон Меллор переехал в Ньюпорт, Южный Уэльс, где познакомился с музыкантами из Ньюпортского колледжа искусств и вошёл в качестве ритм-гитариста в группу The Vultures, черпавшую вдохновение в раннем американском рок-н-ролле, блюзе, британском роке 1960-х, однако деятельность её была любительского характера.
Летом 1974 года Меллор собрал группу The 101'ers, с которой впервые выступил на концерте в сентябре того же года, а весной 1975 года сменил имя на псевдоним Джо Страммер. The 101'ers были типичной малоприметной группой паб-рока, игравшей примитивные рок-н-роллы 1950-х и ритм-энд-блюзы по трактирам. В конце концов на группу обратил внимание небольшой независимый лейбл, и в марте 1976 года был записан дебютный сингл группы. Однако наступающий успех был прерван: увидев выступавших на разогреве у The 101'ers участников Sex Pistols в апреле того года, он отметил, что его группа — это «вчерашний день». 
Интересно то, что Джо научился играть на гитаре довольно поздно — в возрасте 21 года. Стал задумываться о другом музыкальном направлении, ведь было очевидное различие между его группой The 101'ers и Sex Pistols. Несмотря на некоторую социальную разницу между участниками Sex Pistols и ним самим (он вырос в среде среднего класса и был гораздо старше поколения панков), Страммер многое взял из арсенала имиджа группы. Его сценический образ стал меняться. В конце мая Страммеру сделали предложение вступить в новую группу (будущие The Clash), которое он принял. The 101'ers распались, и их первый и последний сингл вышел уже после распада.
В The Clash Страммер стал фронтменом, хотя был далеко не единственным автором текстов и музыки. Тем не менее, большинство вокальных партий принадлежит ему.
После распада The Clash в 1986 году Страммер занялся сольной карьерой. Последним его проектом была группа The Mescaleros, просуществовавшая с 1999 по 2002 годы.
У Джо есть две дочери от его девушки Гэби Салтер: Джазз Домино Холли Меллор и Лола Меллор.
Страммер умер 22 декабря 2002 года от врождённого порока сердца.

## Дискография

### The Clash
Основная статья: Дискография The Clash
| Год  | Альбом               |
| ---- | -------------------- |
| 1977 | The Clash            |
| 1978 | Give ’Em Enough Rope |
| 1979 | London Calling       |
| 1980 | Sandinista!          |
| 1982 | Combat Rock          |
| 1985 | Cut the Crap         |

### The 101’ers
| Год  | Альбом                 | Дополнительная информация                    |
| ---- | ---------------------- | -------------------------------------------- |
| 1981 | Elgin Avenue Breakdown | Сборник различных материалов с 1974 по 1976. |

### Сольные записи
| Год  | Альбом                                | Дополнительная информация                                                 |
| ---- | ------------------------------------- | ------------------------------------------------------------------------- |
| 1986 | Sid and Nancy Soundtrack              | Саундтрек к фильму Сид и Нэнси.                                           |
| 1987 | Walker                                | Саундтрек к фильму Уолкер.                                                |
| 1987 | Straight To Hell Original Soundtrack  | Саундтрек к фильму Straight to Hell.                                      |
| 1993 | When Pigs Fly Soundtrack              | Неопубликованный саундтрек к фильму When Pigs Fly.                        |
| 1998 | Chef Aid: The South Park Album        | Композиция «It’s A Rockin' World»                                         |
| 2003 | Unearthed                             | Дуэт с Джонни Кэшем в песне «Redemption Song».                            |
| 2004 | Black Magic                           | Песня «Over The Border».                                                  |
| 2007 | Joe Strummer: The Future Is Unwritten | Саундтрек к одноименному документальному фильму.                          |
| 2018 | Joe Strummer 001                      | Сборник включает в себя 32 композиций, 12 из которых ранее не издавались. |

### The Latino Rockabilly War
| Год  | Альбом                               | Дополнительная информация         |
| ---- | ------------------------------------ | --------------------------------- |
| 1988 | Permanent Record Original Soundtrack | Саундтрек к фильму «Вечная песня» |
| 1989 | Earthquake Weather                   | Полноформатный студийный альбом.  |

### The Mescaleros
| Год  | Альбом                       | Дополнительная информация                                                 |
| ---- | ---------------------------- | ------------------------------------------------------------------------- |
| 1999 | Rock Art and the X-Ray Style | Первый альбом Страммера с The Mescaleros.                                 |
| 2001 | Global a Go-Go               | Альбом достиг 23-го места Billboard’s Top Independent Albums chart в США. |
| 2003 | Streetcore                   | Последняя запись со Страмером, выпущена посмертно.                        |

## В массовой культуре
Песня «Mondo Bongo» из альбома «Global a Go-Go» использована в фильме «Мистер и миссис Смит», в сцене в Боготе
Многочисленные граффити с изображением Джо Страммера появились в разных городах мира после его смерти в 2002 г.. Одно из них, на внешней стене бара NIAGARA в районе Ист Виллидж, Нью Йорк, стало визитной карточкой заведения
Появляется в четырнадцатой серии второго сезона мультсериала «Южный парк».